# 1467 Mashona
Mashona (asteróide 1467) é um asteróide da cintura principal, a 2,9240269 UA. Possui uma excentricidade de 0,1343338 e um período orbital de 2 267,46 dias (6,21 anos).
Mashona tem uma velocidade orbital média de 16,2060548 km/s e uma inclinação de 21,96844º.
Esse asteróide foi descoberto em 30 de Julho de 1938 por Cyril Jackson.